# Ishavsålbrosme
Ishavsålbrosme (Gymnelus viridis) är en bottenfisk i familjen tånglakefiskar  som lever i Norra ishavet.

## Utseende
En långsträckt, ålliknande fisk med brett huvud och slank, baktill avsmalnande kropp. Ryggfenan, stjärtfenan och analfenan är sammanvuxna och täcker större delen av kroppslinjen; arten har ingen synlig gräns mellan rygg- och analfena å ena sidan och stjärtfena å andra. Bröstfenorna är små, och bukfenorna saknas helt. Läpparna är tjocka, ögonen små och placerade högt upp på huvudet. Färgen är brun eller grön med mörka band eller spräckliga mönster. Honan har gul till ljusbrun analfena, medan den är mörk hos hanen. Ryggfenan kan hos en del individer ha svarta eller blåaktiga fläckar med ljus mitt och vit kant. Som mest kan den bli 56 cm lång.

## Vanor
Ishavsålbrosmen är en bottenfisk som lever på sand- och dybottnar bland sjögräs ner till 320 m, även om den föredrar grundare vatten. Ibland kan den även påträffas under klippor. Födan består av bottenlevande kräftdjur, maskar och musslor.

### Fortplantning
Arten förmodas leka under sensommar till tidig höst (säkra uppgifter är ej kända). Äggen har yttre befruktning.

## Utbredning
Ishavsålbrosmen finns i Arktis från Kanada till Grönland, samt i Berings hav. Bortsett från det senare området saknas den i Eurasien.